# 渡良瀬橋43
渡良瀬橋43（わたらせばしフォーティースリー）は、2014年に結成された栃木県足利市を中心に活動しているご当地アイドルである。「あしかが輝き大使」。栃木県の魅力を発信する「とちぎ未来大使」美人の国とちぎ広報官。現在は渡良瀬橋43PROJECTという名称で所属タレントを傘下に2024年２月に「NORTH⭐︎KINGDOM」という北関東をPRする企画も始めた。公共イベント等では「渡良瀬橋43」として出演している。

## 概要
地元密着をコンセプトに、市民の力で、足利市を盛り上げ、足利市を全国に向けてPRすることを目標に2014年1月25日に結成された。同年8月に開催された第100回「足利花火大会」ではデビュー曲「100年花火」が公式イメージソングに選ばれている。名称の由来は足利市のランドマーク「渡良瀬橋」と足利市の市民（しみん→43）から。内部ユニットに『Runa☆Rina』（るなりな）、姉妹ユニットに群馬県太田市の『Otan43』（おおたんフォーティースリー）があり、43プロジェクトとして活動していた。2019年3月31日に両者ともに解散した。
大塚みか、星野るなのソロ活動による『渡良瀬橋43』の継続、コロナ禍を経て、2024年2月に『渡良瀬橋43PROJECT』として新たに北関東をライブ・音楽を通じてPRする『NORTH☆KINGDOM』という企画が、イオンモール高崎・イオンモール太田でお披露目となった。
2024年10月に星野るな、松乃あいによるユニット『Sirius Ray【シリウスレイ】』がデビュー。2025年2月に３曲入りトリプルA面にてデビューシングルをリリースする。
第一期生による「渡良瀬橋43」は、デビュー以来、かつて足利で盛んに生産された絹織物「足利銘仙」の古布を使用した衣装で活動していた。

## メンバー
- 星野るな（ほしの るな、2007年7月31日（17歳）） - ソロ/Sirius Rayで活動中 ※ るな から改名
- 松乃あい（まつの あい、2009年10月15日（15歳））
- ざらめ（ざらめ、2006年7月27日（18歳））
- NORTH☆KINGDOMジュニア（ノースキングダムジュニア）※６名（2024年12月時点）
- 大塚みか（おおつか みか、1997年4月15日（27歳）） - 活動休止中

### Runa☆Rina (2018年2月18日を以て活動休止)
- るな（2007年7月31日（17歳））-ソロ活動中
- りな（2007年9月19日（17歳））-2018年2月18日卒業

## 過去のメンバー
- 夢月らむ（卒業）
- 原島翠海（卒業）
- 原島ルカ（卒業）
- 天空橋智優（卒業）
- 星内まどか（卒業）
- りな（2018年2月卒業）
- 斎藤春菜 (2018年1月卒業)
- 斎藤夏菜 (2018年1月卒業)
- 相川ひめり (2017年3月卒業)
- あやさ (2017年1月卒業)
- りのん (2017年1月卒業)
- ゆな (2017年1月卒業)
- 蒼井束音 (2016年12月卒業)
- ひろな (2016年12月卒業)
- こな (2016年6月卒業)
- るちあ (2016年3月卒業)
- こはる (2016年3月卒業)
- 安達めい (2015年12月卒業)
- 大原りお (2015年7月卒業)
- 瀬野いちか (2015年3月卒業)
- 河合七星 (2015年3月卒業)
- 石川愛果 (2015年2月卒業)
- 藤朱里 (2015年2月卒業)
- 瀬野こはる (2015年2月卒業) - Otan43
- 北條華澄 (2014年9月卒業)
- 赤嶺芹菜 (2014年7月卒業) - Otan43
- 小嶋えりか (2014年3月卒業) - Otan43
- 天音琴乃 (2014年1月卒業) - Otan43
- 白石あいな (2013年12月卒業) - Otan43
- 秋山摩実 (2013年11月卒業) - Otan43

## 作品
※順位はオリコンウィークリーチャート最高位。

### シングル
| 枚  | リリース日    | タイトル                                                                 | 販売形態 | 規格品番                                                    | 備考 | 順位 |
| --- | ------------- | ------------------------------------------------------------------------ | -------- | ----------------------------------------------------------- | ---- | ---- |
| 1st | 2015年9月19日 | 夏恋花火〜会いたいのに〜/星空の誓い                                      | CD       | REBT-0006                                                   |      | 67位 |
| 2nd | 2016年2月16日 | 君空〜きみぞら〜/絶対!全力!情熱少女!!/恋愛シンフォニー〜キモチとココロ〜 | CD       | REBT-0007(Type 43A) REBT-0008(Type 43X) REBT-0009(Type 43B) |      | 32位 |
| 3rd | 2017年2月14日 | STARLIGHT/星をさがして/真夏のレモン                                      | CD       | HOWDY-001(TYPE-A) HOWDY-002(TYPE-B)                         |      | 60位 |
| 4th | 2017年2月14日 | 百歳美人音頭                                                             | CD       | HOWDY-006                                                   |      |      |

### 43PROJECT
- 青春プロパティー （2014年7月31日、HOWDYS-4301）- 43プロジェクト（Otan43・渡良瀬橋43）名義
  - 収録曲：青空DASH!!、100年花火、2nd Birthday

### 星野るな
| 枚  | リリース日    | タイトル                    | 販売形態 | 規格品番  |
| --- | ------------- | --------------------------- | -------- | --------- |
| 1st | 2023年6月30日 | THE IDOL / WAKU² PROMISE    | CD       | HOWDY-009 |
| 2nd | 2024年9月22日 | Never Ending／Find Yourself | CD       | HOWDY-010 |

### 大塚みか
| 枚  | リリース日    | タイトル                             | 販売形態 | 規格品番  |
| --- | ------------- | ------------------------------------ | -------- | --------- |
| 1st | 2018年3月6日  | 愛の唄 -A Song of Love-/君がいる奇跡 | CD       | HOWDY-003 |
| 2nd | 2018年6月6日  | いのち100年美しく                    | CD       | HOWDY-004 |
| 3rd | 2020年9月23日 | LET US GO/MY HERO                    | CD       | HOWDY-007 |

### SAKURA MODE 〜桜宇宙
- MY MODE/Wake Up! （2019年9月11日、HOWDY-005）- 
  - 収録曲：MY MODE、Wake Up!

### ろっきゅんろーる♪
- 恋テンション2022/ろっきゅん♪デートな日曜日 （2022年6月19日、HOWDY-008）- 
  - 収録曲：恋テンション2022、ろっきゅん♪デートな日曜日